# Parque natural de Jandía
El parque natural de Jandía es un área desértica protegida con rango de parque natural desde 1987. Se encuentra en la península de Jandía, en el extremo sur de la isla de Fuerteventura (archipiélago canario, España).

## Situación
Recoge la parte septentrional de la península de Jandía así como el istmo que la une a la isla. Se trata de un gran arco montañoso abierto al norte donde desciende bruscamente hacia el mar con una zona llana en la parte central.
En la parte meridional hay grandes barrancos abiertos en forma de U. Aquí se encuentran las máximas elevaciones de la isla con una cota máxima de 807 metros en el pico de la Zarza. Destaca como núcleo poblado del parque la villa y playa de Cofete.

## Características

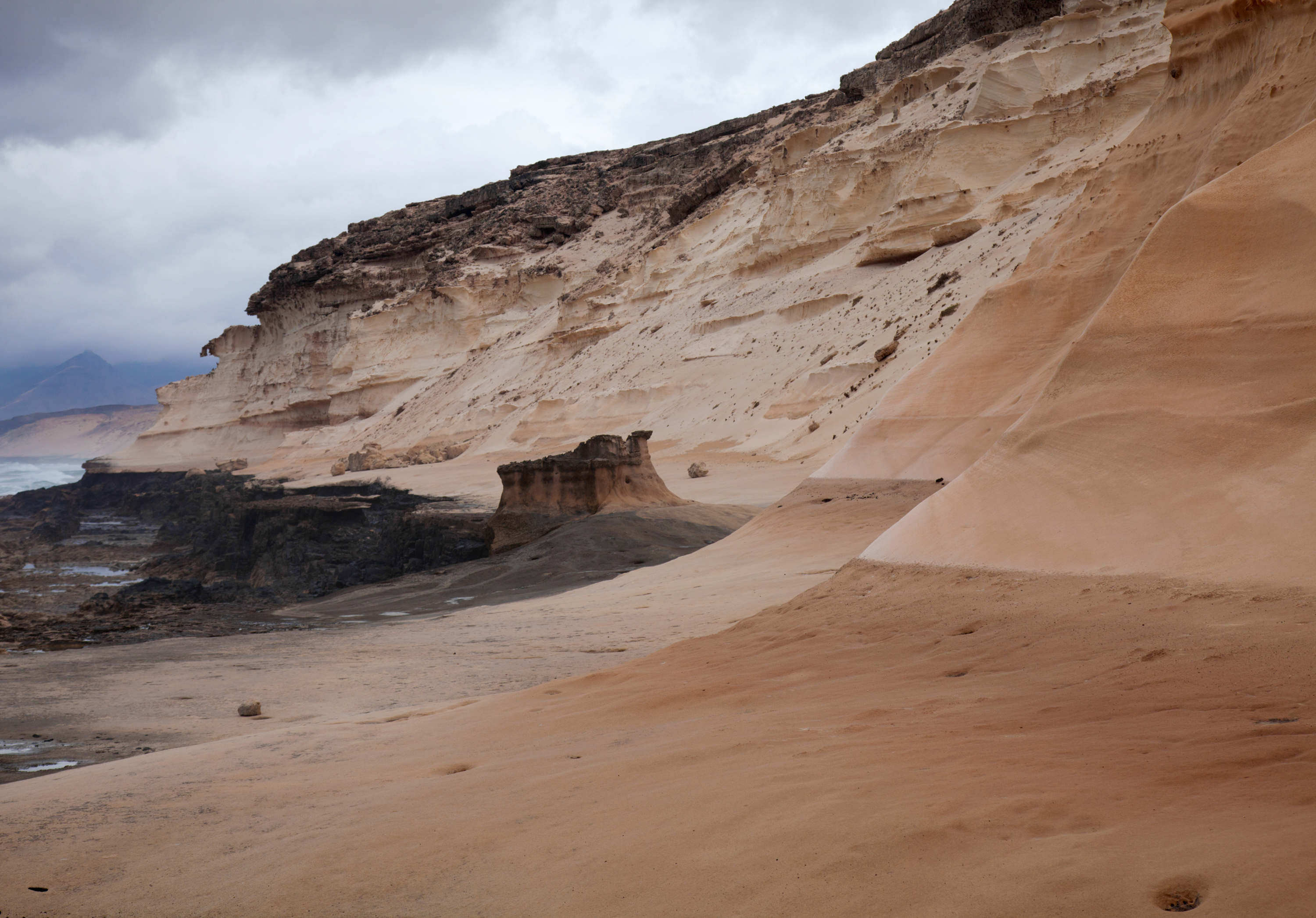
Erosión en la Costa Oeste de Fuerteventura y Jandia, cerca de La Pared.

La península de Jandía constituye una unidad estructural definida de destacada importancia geológica y biológica. Su fauna y flora cuentan con abundantes endemismos, especies amenazadas y especies protegidas, que se distribuyen por hábitats bien conservados y a veces muy amenazados, siendo además el hábitat de algunas especies exclusivas. Para las aves, representa un área de importancia vital, con especies protegidas por disposiciones internacionales (convenios de Berna y Bonn, directiva europea de Hábitats, etc.). En conjunto, Jandía configura un paisaje casi intacto e imponente, plagado de elementos naturales de gran valía, hasta el punto de representar una de las muestras más valiosas y peculiares de la naturaleza canaria.

## Flora

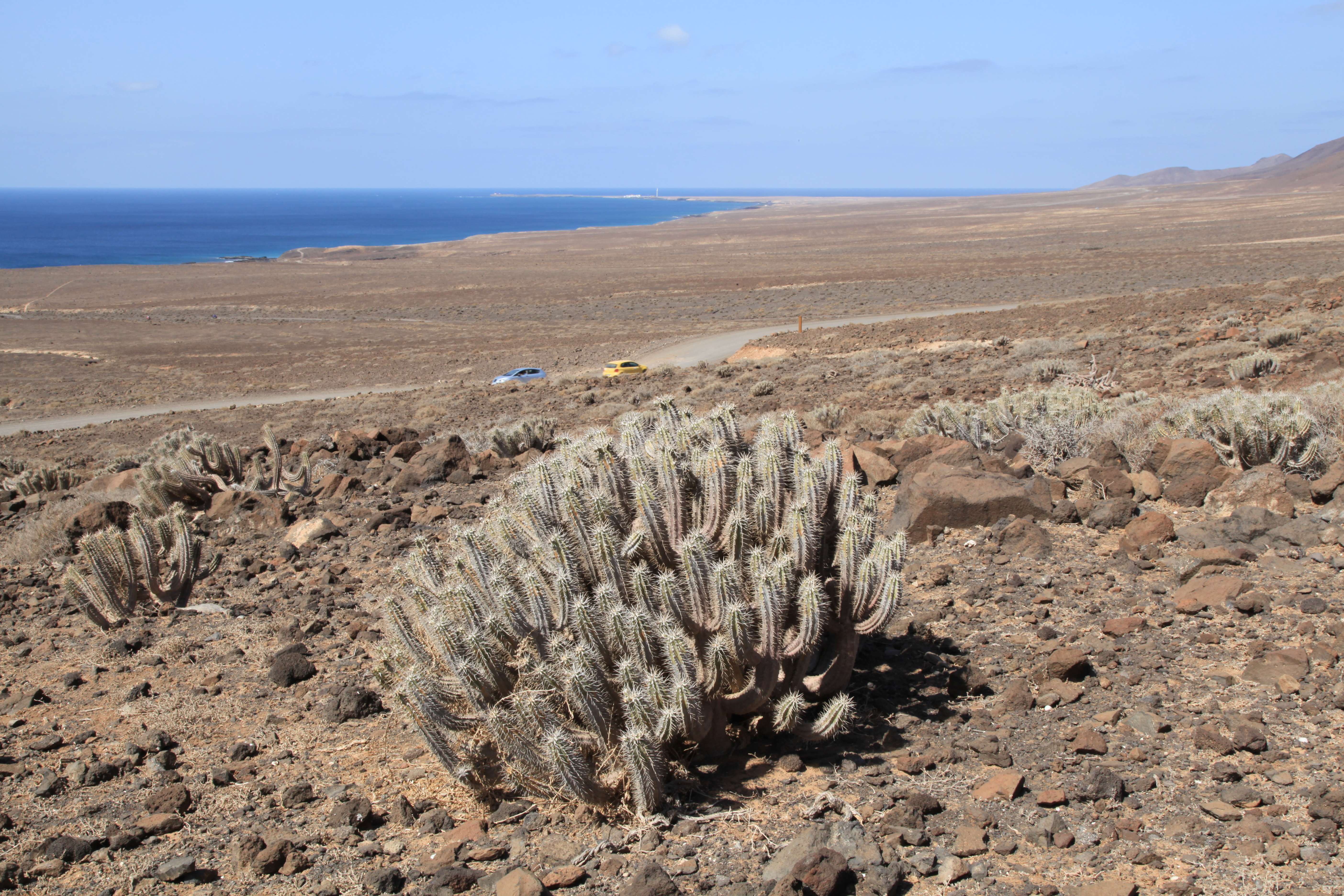
Cardón de Jandía, especie de cactus endémica del parque natural.

Entre sus valores vegetales destaca especialmente, como símbolo del parque y de la Isla, el cardón de Jandía (Euphorbia handiensis), endemismo que aparece únicamente en el interior de este espacio. Jandía acoge también una importantísima colonia de cardonal-tabaibal, siendo los ejemplares de esta última especie los de mayor tamaño del Archipiélago. Junto a ellos aparecen tajinastes de Jandía (Echium handiense) de flores azules, Magarzas de Winter (Hemum winterii), con sus flores blancas y amarillas y el anís de Jandía (Bupleurum handiense) de hojas verde claro e inflorescencias amarillas.

## Fauna

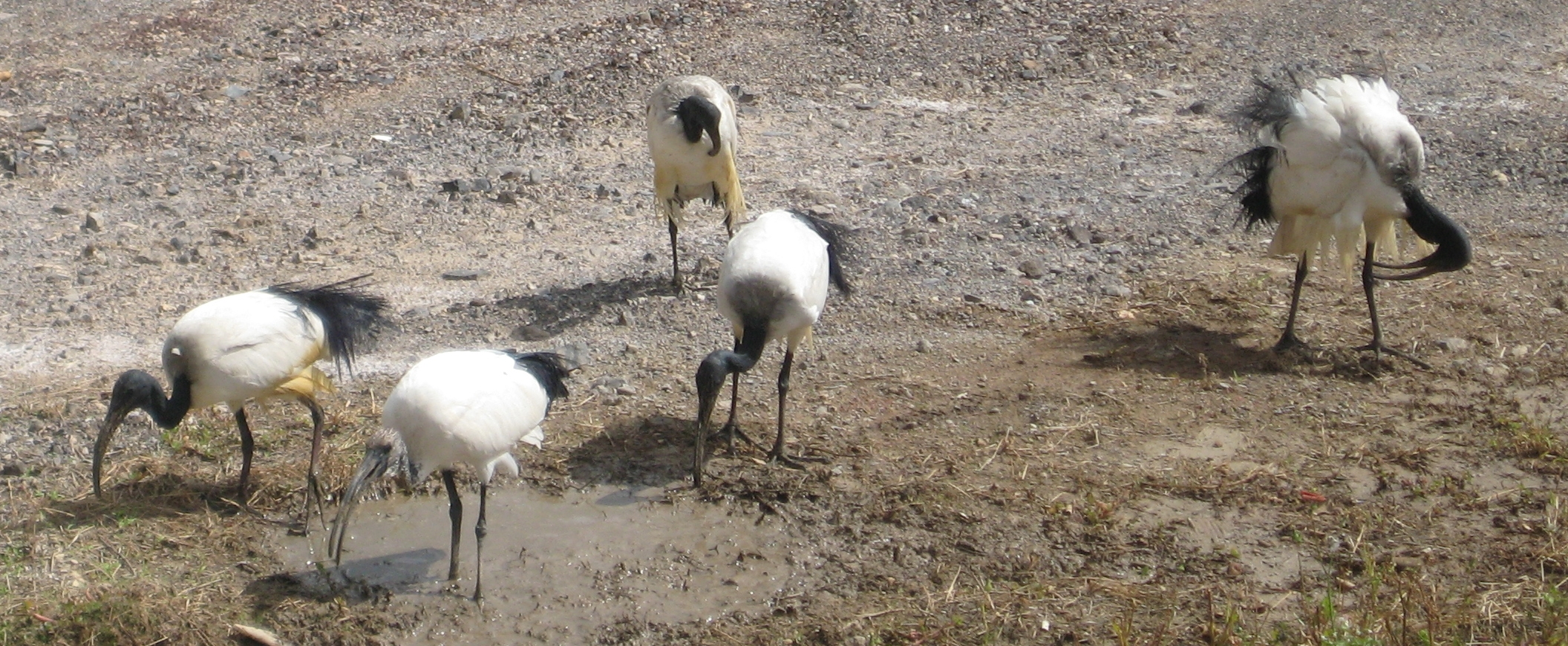
Ibis bebiendo agua en Jandía.

En el parque natural de Jandía habitan 28 especies de aves nidificantes, 3 especies de reptiles y 12 de mamíferos. El animal majorero por excelencia, la hubara o avutarda (Chlamydotis undulata) aparece en el parque, así como otras aves invernantes y nidificantes como el Chorlitejo patinegro (Charadrius alexandrinus), el Chorlitejo chico (Charadrius dubius), los ibis sagrados -introducidos en régimen de semilibertad- (Threskiornis aethiopicus) o la otra ave representativa de la Isla, el guirre (Neophron percnopterus majorensis), que encuentra refugio en sus riscos y acantilados. También habita en Jandía un reptil muy particular, la lisa majorera o lisneja (Chalcides simonyi). Asimismo, en sus playas se ha registrado uno de los pocos puntos de Europa donde ha nidificado la tortuga laúd, y en sus aguas es posible encontrar una gran cantidad de cetáceos reproductores como el calderón o el cachalote.

## Otras protecciones
Se establece un sector externo al parque natural y al sur de la península de Jandía como área de sensibilidad ecológica. Este espacio también ha sido declarado como zona de especial protección para las aves (ZEPA)